# Sounds of the Season: The Taylor Swift Holiday Collection
Sounds of the Season: The Taylor Swift Holiday Collection – minialbum Taylor Swift wydany 14 października 2007 w sklepach Target. Od 2 grudnia 2008 był dostępne w większości sklepów internetowych.
Album zawiera dwie nowe piosenki: „Christmases When You Were Mine” napisaną przez Nathana Chapmana, Liz Rose i Taylor Swift oraz „Christmas Must Be Something More” napisaną przez Taylor Swift. Pozostałe cztery utwory to covery znanych świątecznych piosenek. 

## Lista utworów
1. "Last Christmas"
2. "Christmases When You Were Mine"
3. "Santa Baby"
4. "Silent Night"
5. "Christmas Must Be Something More"
6. "White Christmas"

## Pozycje na listach przebojów
| Kraj              | Lista                        | Pozycja |
| ----------------- | ---------------------------- | ------- |
| Stany Zjednoczone | Billboard 200                | 20      |
| Stany Zjednoczone | Billboard Top Country Albums | 14      |
| Stany Zjednoczone | Billboard Top Holiday Albums | 1       |

## Certyfikaty
| Kraj/region       | Wydawca | Certyfikat | Źródło |
| ----------------- | ------- | ---------- | ------ |
| Stany Zjednoczone | RIAA    | Złoto      | [ 9 ]  |